# Biblioteca Digital Bicentenario Telmex Hub

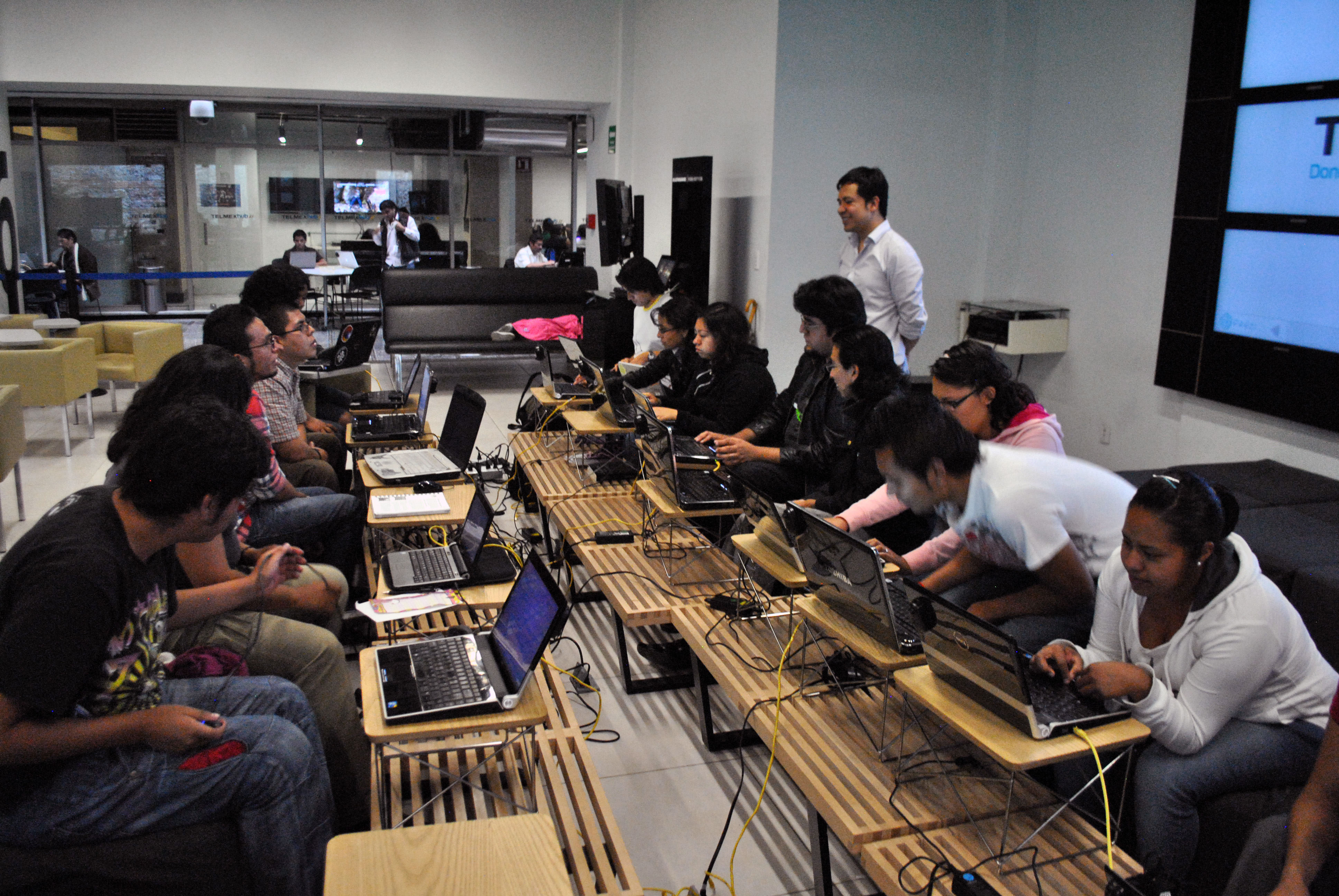
Editatón de Wikipedia en el Telmex Hub.

TelmexHub es la primera biblioteca digital en México que cuenta con un servicio de préstamo de equipo tecnológico gratuito a sus usuarios y una velocidad de conexión a Internet de 10 Gb/s. Forma parte del Programa Nacional Telmex 2010 Impulso a la Innovación Tecnológica es partícipe del área Educación y Cultura Digital de la Fundación Carlos Slim Dicho programa comprende a todos los sectores de la población, de cualquier rango de edad que requieran cualquier tipo de solución tecnológica.
Es un lugar físico y virtual para jóvenes y adultos, dónde la colaboración es el principal valor; la cual se activa a través de la oferta en cuanto a talleres, cursos, pláticas, conferencias que la misma comunidad de TelmexHub promueve. La participación virtual de la comunidad se da a través de www.telmexhub.mx, plataforma que permite a los usuarios proponer y autogestionar la calendarización de actividades o encuentros vinculando el talento que existe dentro de la comunidad. Considerada como un punto de encuentro multidisciplinario dedicado a la creación e intercambio de conocimientos, buscando la interacción permanente de sus miembros mediante el uso de la tecnología. Dentro de sus instalaciones se realizan eventos y reuniones de carácter tecnológico, como el IWeekend, Super Happy Dev House Mexico City, entre otros.
El TelmexHub cuenta con capacidad para 300 usuarios, de los cuales 150 pueden conectarse a Internet vía Ethernet. Un aspecto a destacar es la velocidad de conexión que la Biblioteca maneja, que es de 10 Gb/s. El equipo para préstamo a usuarios consta de Laptops con diferente sistema operativo (Windows y Linux), iPad y Mac Pro. Los equipos cuentan con software para diseño (Autocad, Rhino, 3dMax, Maya, Adobe Suite, todos los servicios son gratuitos auspiciados por el patrocinio de Telmex.
La Biblioteca Digital Telmex Hub se encuentra ubicada en la calle de Isabel la Católica #51 en el Centro Histórico de la Ciudad de México, a un costado de Casa Telmex.